# Prasinocyma serratilinea
Prasinocyma serratilinea là một loài bướm đêm trong họ Geometridae.